# Tomasz Mruczkowski
Tomasz Leszek Mruczkowski (Gdańsk, 3 de junio de 1966) es un deportista polaco que compitió en remo.
Ganó una medalla de plata en el Campeonato Mundial de Remo de 1991, en la prueba de dos con timonel. Participó en los Juegos Olímpicos de Barcelona 1992, ocupando el séptimo lugar en la misma prueba.

## Palmarés internacional
| Campeonato Mundial | Campeonato Mundial | Campeonato Mundial | Campeonato Mundial |
| Año                | Lugar              | Medalla            | Prueba             |
| ------------------ | ------------------ | ------------------ | ------------------ |
| 1991               | Viena (Austria)    | Medalla de plata   | Dos con timonel    |